# Liste der Kulturdenkmäler in Sensweiler
In der Liste der Kulturdenkmäler in Sensweiler sind alle Kulturdenkmäler der rheinland-pfälzischen Ortsgemeinde Sensweiler aufgeführt. Grundlage ist die Denkmalliste des Landes Rheinland-Pfalz (Stand: 12. Juni 2023).

## Einzeldenkmäler
| Bezeichnung         | Lage                                    | Baujahr                            | Beschreibung | Bild                           |
| ------------------- | --------------------------------------- | ---------------------------------- | --- | ------------------------------ |
| Wohnhaus            | An der Kirche 2 Lage                    | 1862                               | Wohnhaus, teilweise Fachwerk (verschiefert), 1862 | BW                             |
| Quereinhaus         | Auf dem Hauel 3 Lage                    | zweite Hälfte des 19. Jahrhunderts | Quereinhaus, zweite Hälfte des 19. Jahrhunderts; Schmiede, bezeichnet 1869, mit technischer Ausstattung                                                                                              | Fotos hochladen                |
| Evangelische Kirche | Hauptstraße 14 Lage                     | 12. Jahrhundert                    | Chorturm wohl aus dem 12. Jahrhundert, Schiff im Kern eventuell mittelalterlich, im 18. Jahrhundert barockisiert; drei Glocken: 12. Jahrhundert (?), 1615 von Meister Daniel, 1671 von Matias Cromel | weitere Bilder Fotos hochladen |
| Quereinhaus         | Hauptstraße 31 Lage                     | 1835                               | stattliches Quereinhaus, bezeichnet 1835 | BW                             |
| Grabmal             | östlich des Ortes auf dem Friedhof Lage | spätes 19. Jahrhundert             | Grabmal Emilie Kürschner, abgebrochener Eichenstamm, spätes 19. Jahrhundert | BW                             |